# Машкін Микола Олександрович
Микола Олександрович Машкін (28 січня (9 лютого)  1900, село Соколики, нині Татарстан — 15 вересня  1950, Москва) — історик античності, фахівець з історії Стародавнього Риму. Професор (1939), професор  МГУ (1942), доктор історичних наук (1942), завідувач кафедрою історії стародавнього світу МДУ (з 1943 року). Автор підручника «Історія Стародавнього Риму» (для іст. Ф-тів ун-тів і пед. Ін-тів; 1947 5 видавництво. 1956; перекладений декількома мовами, у т. ч. українською).

## Біографія
Народився в сім'ї вчителя. Закінчив реальне училище в  Богульмі (1918, Республіка Ідель-Урал), потім навчався на історико-філологічному факультеті Самарського університету. Закінчив факультет суспільних наук МГУ в 1922 році. Викладав російською мовою в  КУТС і Комуністичному університеті ім. Свердлова. У 1924—1929 роках — аспірант Інституту історії РАНІОН.
З 1934 року викладав на історичному факультеті МГУ, з 1941 року завідував кафедрою стародавньої історії  Московського інституту історії, філософії та літератури, з 1943 року — МГУ. Кандидат історичних наук (1938), доктор історичних наук (1942, дисертація «Принципат Августа. Походження і соціальна сутність»). З 1948 року також завідувач сектором давньої історії  Інституту історії АН СРСР. Виконував обов'язки головного редактора «Вісника древньої історії», читав лекції в ВПШ при ЦК ВКП (б), був членом історичної секції  ВАК СРСР.

Досліджував проблеми переходу від  Республіки до  Імперії, а також взаємини  провінцій з Римом, культуру Риму і  Римської Африки. Ряд робіт присвячений історіографії. Хрестоматійним в радянському античновведенні стала його праця «Принципат Августа» (М.-Л., 1949), що вийшла незадовго до смерті автора; був переведений на  угорську,  італійську,  німецьку, румунську мову та і. У цій роботі М. А. Машкін досліджував принципат як форму державності, його генезис, ідеологію і соціальну сутність. За «Принципатом Августа» в 1951 році М. А. Машкін став лауреатом  Сталінської премії другого ступеня (посмертно).
Син — історик  М. М. Машкін (1926—2014).

## Основні роботи
- Машкін М. О.  агоністіків або агоністики в кодексі Феодосія // Вісник древньої історії. — 1938. — № 1.
- Машкін М. О.  Есхатологія і месіанізм в останній період Римської республіки // Известия АН СРСР. Відділення історії та філософії, III. — 1946. — № 5.
- Машкін М. О.  Римські політичні партії в кінці II — початку I в. до н. е. // Вісник древньої історії. — 1946. — № 3.
- Машкін М. О.  Історія Стародавнього Риму. — М., 1947. (М., 1950.)
- Машкін М. О.  Історія Римської імперії. Спец. курс. Методичний посібник для студентів заочників пед. інститутів. — М., 1949.
- Машкін М. О.  Принципат Августа. Походження і соціальна сутність. — М., Л., 1949.
- Машкін М. О.  До питання про революційний рух рабів і колонів в римській Африці // Вісник древньої історії. — 1949. — № 4.
- Машкин, Н.А. Последний век пунического Карфагена // Вестник древней истории. - 1949. - № 2 (28). - С. 40-55.